# Акомак
Акомак (на английски: Acomack) е северноамериканско индианско племе, което през 17 век живее в района на Кингс Крийк в окръг Нортхямптън по крайбрежието на Вирджиния. Джон Смит, който ги среща пръв през 1608 г., пише че имат 80 войни и живеят на Кингс Крийк, в село с името Акомак. На вожда на Акомак са подчинени вождовете на няколко племена живеещи в близост, с които са организирани в политически съюз:
- Акоханок – по Акоханок Крийк и по някои от островите в залива Чесапийк в окръг Акомак, и в окръг Нортхямптън, Вирджиния. Част от Конфедерацията Поухатан. След 1640 г. се преместват на река Анемесекс, където след 1659 г. променят името си на анемесекс. В началото на 21 век, хора твърдящи че са потомци на племето живеят в Марион Стейшън в Мериленд, но нямат федерален и щатски племенен статут, тъй като не може да се докаже приемствеността между днешните хора и историческото племе.
- Чиконесекс
- Гингаскин
- Кикуотанк – в Елизабет Сити. Член на Конфедерацията Поухатан. Първи посрещат англичаните на Хемптън Роудс през 1607 г. След 1610 г. се смесват с останалите племена на конфедерацията и изчезват като племе.
- Мачатийг
- Матчапунго
- Матомкин
- Нандо
- Онанкок
- Пунготек

Всички тези племена говорят един алгонкински език и заедно като политическо обединение формират племето акомак. Някои от тези племена по-късно се присъединяват към Конфедерацията Поухатан. Акомак е единственото племе, което никога не е подписвало нито един договор с колонията Вирджиния. През 1641 г. колонията им предоставя резерват, но повечето акомак напускат Вирджиния след 1676 г. През 19 век само една тяхна група – гингаскин е идентифицирана в резервата. Постепенно до 1860 г. и тази група напуска резервата и се смесва с бялото и цветнокожо население в региона. След 1970 г. вече няма никакви индианци по крайбрежието на Вирджиния.